# Lijst van ministers-presidenten van Noordrijn-Westfalen

Wapen van Noordrijn-Westfalen

Dit is een lijst van ministers-presidenten van de Duitse deelstaat Noordrijn-Westfalen. Noordrijn-Westfalen grenst onder meer aan de Nederlandse provincies Limburg, Gelderland en Overijssel.
| Nr.   | Minister-president van Noordrijn-Westfalen | Minister-president van Noordrijn-Westfalen | Minister-president van Noordrijn-Westfalen | Ambtstermijn      | Ambtstermijn      | Partij  |
| ----- | ------------------------------------------ | ------------------------------------------ | ------------------------------------------ | ----------------- | ----------------- | ------- |
| 1     |                                            | Rudolf Amelunxen                           | Rudolf Amelunxen (1888–1969)               | 23 augustus 1946  | 17 juni 1947      | DZ      |
| 2     |                                            | Karl Arnold                                | Karl Arnold (1901–1958)                    | 17 juni 1947      | 20 februari 1956  | CDU     |
| 3     |                                            | Fritz Steinhoff                            | Fritz Steinhoff (1897–1969)                | 20 februari 1956  | 21 juli 1958      | SPD     |
| 4     |                                            | Franz Meyers                               | Franz Meyers (1908–2002)                   | 21 juli 1958      | 8 december 1966   | CDU     |
| 5     |                                            | Heinz Kühn                                 | Heinz Kühn (1912–1992)                     | 8 december 1966   | 20 september 1978 | SPD     |
| 6     |                                            | Johannes Rau                               | Johannes Rau (1931–2006)                   | 20 september 1978 | 27 mei 1998       | SPD     |
| 7     |                                            | Wolfgang Clement                           | Wolfgang Clement (1940–2020)               | 27 mei 1998       | 22 oktober 2002   | SPD     |
| [ 2 ] |                                            | Michael Vesper                             | Michael Vesper (1952)                      | 22 oktober 2002   | 6 november 2002   | B'90/DG |
| 8     |                                            | Peer Steinbrück                            | Peer Steinbrück (1947)                     | 6 november 2002   | 22 juni 2005      | SPD     |
| 9     |                                            | Jürgen Rüttgers                            | Jürgen Rüttgers (1951)                     | 22 juni 2005      | 14 juli 2010      | CDU     |
| 10    |                                            | Hannelore Kraft                            | Hannelore Kraft (1961)                     | 14 juli 2010      | 27 juni 2017      | SPD     |
| 11    |                                            | Armin Laschet                              | Armin Laschet (1961)                       | 27 juni 2017      | 26 oktober 2021   | CDU     |
| [ 2 ] |                                            | Joachim Stamp                              | Joachim Stamp (1970)                       | 26 oktober 2021   | 27 oktober 2021   | FDP     |
| 12    |                                            | Hendrik Wüst                               | Hendrik Wüst (1975)                        | 27 oktober 2021   | heden             | CDU     |